# Dežo Ursiny
Dezider „Dežo” Ursiny (ur. 4 października 1947 w Bratysławie, zm. 2 maja 1995 tamże) – słowacki muzyk rockowy, wokalista, kompozytor, gitarzysta, scenarzysta i reżyser. Był członkiem grupy Provisorium.
Należy do założycieli współczesnego rocka na gruncie słowackim.
Studiował dramaturgię filmową i telewizyjną w Wyższej Szkole Sztuk Scenicznych w Bratysławie.
W wieku siedemnastu lat stał się liderem grupy The Beatmen. W 1967 r. założył kapelę The Soulmen, a następnie formację The New Soulmen.

## Odznaczenia
W 2021 roku został pośmiertnie odznaczony Krzyżem Pribiny II klasy.